# Upper Harbledown
Upper Harbledown är en ort i grevskapet Kent i sydöstra England. Orten ligger i distriktet Canterbury och civil parishen Harbledown and Rough Common, cirka 3,5 kilometer väster om Canterbury. Tätorten (built-up area) hade 429 invånare vid folkräkningen år 2021.